# Шихджамалов, Якуб Шихджамалович
Якуб Шихджамалович Шихджамалов (6 июня 1991, Махачкала, Дагестанская АССР, РСФСР, СССР) — российский и румынский борец вольного стиля. По национальности — лезгин.

## Спортивная карьера
В детстве Якуб вслед вместе с друзьями хотел записаться на дзюдо, но по настоянию отца и старшего брата стал заниматься вольной борьбой. В 11 лет он записался в махачкалинскую спортшколу «Динамо» к тренеру Мураду Мухтар-Оглы, в последующем Якуб продолжил заниматься борьбой в спортшколе им. Гамида Гамидова. В юношеском возрасте не раз становился призёром первенств страны. На чемпионате России 2014 дошёл до финала, где уступил Денису Царгушу. В апреле 2015 года отправился на Кубок мира в Лос-Анджелес, где в составе сборной России стал четвёртым. В ноябре 2015 года в составе сборной России в Москве стал победителем Кубка европейских наций. С июля 2021 года представляет Румынию.

## Спортивные результаты на крупных турнирах
- Чемпионат России по вольной борьбе 2014 — ;
- Кубок мира по борьбе 2015 — 4;
- Кубок европейских наций по борьбе 2015 —
- Чемпионат России по вольной борьбе 2017 — 9;